# Retiers
Retiers település Franciaországban, Ille-et-Vilaine megyében. Lakosainak száma 4553 fő (2022. január 1.). Retiers Marcillé-Robert, Arbrissel, Coësmes, Drouges, Forges-la-Forêt, Martigné-Ferchaud, Moussé, Le Theil-de-Bretagne, Visseiche és Rannée községekkel határos.

## Népesség
A település népessége az elmúlt években az alábbi módon változott:
| Lakosok száma | 3153 | 3431 | 3306 | 3530 | 4088 | 4267 | 4357 | 4438 | 4503 | 4553 |
|               | 1968 | 1982 | 1990 | 2006 | 2013 | 2015 | 2017 | 2019 | 2020 | 2022 |